# Каратаев, Мохма-Хаджи
Мохма-Хаджи Каратаев (род. в нач. XX века, Корода, Гунибский район, Дагестан — ум. 1915 год, Бачи-Юрт, Курчалоевский район, Чечня) — богослов, представитель накшбандийского тариката, общественный деятель Чечни. Похоронен в Бачи-Юрте, где находится зиярат Шейха Мохма-Хаджи Каратаева (Молли зиярат). Брат шейха Шамиль-Хаджи Каратаева.

## Биография
Родился в с. Корода Гунибского района.
Предки Каратаевых были родом из Сирии, прибыли они в Дагестан так называемым третьим этапом в 734 году для установления религии ислам на Кавказе и утверждения религиозных порядков. Возглавил этот поход в Дербент (Джора) представитель правящего в Аравии рода курайшитов Абу-Муслим. Его правой рукой был предок Каратаевых по имени Рашид-Хан, представитель и духовный лидер арабского рода Карата. Абу-Муслим оставил Рашид-Хана в Дербенте в качестве религиозного предводителя, уполномочив его должностью местного имама. Неподалеку от самого Дербента потомки Рашид-Хана основали селение Каратай, названное в честь своего рода. Они проживали там до 1834 года. В том году в Хунзахской мечети был убит Имам Гамзат-Бек.
После убийства Гамзат-Бека каратаевцы переселились в Чечню, и поселились в селение Курчали современного Веденского района Чечни. Среди переселившихся были три брата Каратаевы: Шамиль-Хаджи, Мухаммад (Махма-Хаджи) и Тахир-Хаджи. Шамиль-Хаджи переехал в Ведено (неподалеку от него основано село Шамиль-Хутор, названное в честь богослова Шамиля Каратаева), Махма-Хаджи перебрался в селение Бачи-Юрт. Шейх Мохмад-хаджи Каратаев был женат на женщине по имени Паша. У них было семеро детей: сыновья Ибрахим, Исак, Минкаил, Якуб и дочери Умаймат, Эхират, Аминнат. Мохмад-хаджи пользовался всеобщим уважением, а мюриды, которых у него было много, любили и глубоко почитали его как учителя и наставника. Младший из братьев Тахир-Хаджи остался в селение Курчали, где был сельским имамом. В 1877 году во время восстания горцев он трагически погиб. У него осталась семья – жена Ордаг1аз (Даза), сын Юсуп и дочери Сека, Дабада, Кеси, Кери. Старший брат Шамиль-Хаджи, совершая паломничество в Мекку девятый раз, скончался в 1914 году, и был похоронен в священном городе Мекке Саудовской Аравии.
Генетическими исследованиями установлено, что представители фамилии Каратаевых являются носителями гаплогруппы D.